# Mozart: 34. szimfónia
A Wolfgang Amadeus Mozart féle K. 338-as No. 34-es C-dúr szimfónia egy három tételből álló alkotás. A szimfónia keletkezésének dátuma: Salzburg, 1780. augusztus 29. Közvetlen közelében egyházi kompozíciók keletkeztek, kevéssel utána (októberben) fogott hozzá Mozart az Idomeneo c. opera írásához.
Nannerl azt jelentette, hogy Wolfgang 1780. szeptember 2-án, 3-án, 4-én az udvarban tartott koncertet; tehát valószínűsíthető, hogy ezek egyikén volt a mű premierje. Régebben azt hitték, hogy ez volt az a szimfónia, amelyet Mozart 1781. április 11-én előadott 40 hegedűvel, 10 brácsával, 8 csellóval és 10 nagybőgővel, ill duplázott fúvós szólamokkal (a fagott triplázva volt), mára kiderült, hogy ez a Párizsi szimfónia volt.

## Tételek

### Allegro vivace
Az első tétel erőteljes gesztusú főtémája romantikus vonásokat takar, daloló melléktémája és a zárótémacsoport dúr és moll hangnem között lebegése és érzékeny hangulata is az. A kóda már korábban a párizsi vígopera nyitányok hatását mutatja.

### Andante di molto
A lassú második tétel erőteljesebb, keményebb, mint általában a mozarti lassú tételek. Kizárólag vonós hangszerek szerepelnek benne. Ezt a tételt is sokatmondó kóda rekeszti be.

### Finale. Allegro vivace
A finálé mozgalmas és energiáktól duzzadó zenéje részben az olasz szerzők, részben André Ernest Modeste Grétry belga-francia zeneszerző hatását tükrözi. Hangszerelésében Mozart a koncertáló technikát alkalmazza a fúvósok és vonósok szellemes párbeszédével (á lá Concerto (Bartók).

## Érdekességek
Mozart folyamatosan változtatta a mű tempóját. A „vivace” jelzést csak később adta az eredeti „Allegro”-hoz az első tételben. A második tétel az autográfban „Andante di molto”, de amikor Mozart egy példányt küldött donaueschingeni Fürstenberg hercegének 1786-ban, a „piu tosto allegretto” felirattal egészítette ki a koncertmester kottáját.
Mozart egyébként tervezett egymenüettet az első és a második tétel közé, de 14 ütem után áthúzta. és nem fejezte be.

## Külső hivatkozások
- K338 The Symphony in C and Menuet K409- Dennis Pajot írása a Mozart Forumon